# Caravela (Guinea Bissau)
Caravela és un sector de Guinea Bissau, situat a la regió de Bolama. Té una superfície 1.013 kilòmetres quadrats. En 2008 comptava amb una població de 4.662 habitants. Comprèn les illes Caravela (128 km²), Carache, Uno, Unhacomo, Uracane, Enu, Formosa, Ponta i Maio, totes al nord-oest de l'arxipèlag dels Bijagós.